# Giro de Italia 2025
El Giro de Italia 2025 fue la 108.ª edición del Giro de Italia, una carrera ciclista por etapas de tres semanas de duración. La carrera comenzó el 9 de mayo en Durrës y finalizó el 1 de junio en Roma. Contó con dos etapas contrarreloj individuales y tres etapas de más de 200 km.
La carrera fue la primera de las denominadas Grandes Vueltas de la temporada y formó parte del circuito UCI WorldTour 2025 dentro de la categoría 2.UWT. El vencedor fue el británico Simon Yates del Visma | Lease a Bike, quien estuvo acompañado en el podio por el mexicano Isaac Del Toro del UAE Emirates XRG y el ecuatoriano Richard Carapaz del EF Education-EasyPost, segundo y tercer clasificado respectivamente.
Como punto final de la carrera, el 29 de abril se anunció que la etapa final que partiría de los Jardines Vaticanos, para celebrar el Jubileo de 2025 y rendir homenaje al Papa Francisco, fallecido el 21 de abril, y que fue observada por el Papa León XIV, quien dio una cálida bienvenida al final de la carrera ciclista a los ciclistas competidores.

## Equipos participantes
Tomaron la partida un total de 23 equipos, de los cuales asistieron por derecho propio los 18 equipos de categoría UCI WorldTeam más cinco de categoría UCI ProTeam, formando así un pelotón de 184 ciclistas de los cuales finalizaron 159. Los equipos participantes fueron:
| WorldTeams (18)- Alpecin-Deceuninck - Arkéa-B&B Hotels - Bahrain-Victorious - Cofidis - Decathlon AG2R La Mondiale Team - EF Education-EasyPost - Groupama-FDJ - Ineos Grenadiers - Intermarché-Wanty - Team Jayco AlUla - Lidl-Trek - Movistar Team - Red Bull-BORA-hansgrohe - Soudal Quick-Step - Team Picnic-PostNL - UAE Team Emirates XRG - Team Visma \| Lease a Bike - XDS Astana Team ProTeams (5)- Israel-Premier Tech - Q36.5 Pro Cycling Team - Team Polti VisitMalta - Tudor Pro Cycling Team - VF Group-Bardiani CSF-Faizanè |
| |

## Etapas
| Etapa      | Fecha     | Recorrido                           | type                    | Distancia (km) | Desnivel (m) | Ganador           | Líder          |
| ---------- | --------- | ----------------------------------- | ----------------------- | -------------- | ------------ | ----------------- | -------------- |
| 1.ª etapa  | 9 de may  | Durrës – Tirana                     | etapa escarpada         | 160            | 1800 m       | Mads Pedersen     | Mads Pedersen  |
| 2.ª etapa  | 10 de may | Tirana – Tirana                     | contrarreloj individual | 13,7           | 150 m        | Joshua Tarling    | Primož Roglič  |
| 3.ª etapa  | 11 de may | Vlorë – Vlorë                       | etapa escarpada         | 160            | 2800 m       | Mads Pedersen     | Mads Pedersen  |
|            | 12 de may | Día de descanso                     | Día de descanso         |                |              |                   |                |
| 4.ª etapa  | 13 de may | Alberobello – Lecce                 | etapa llana             | 189            | 800 m        | Casper van Uden   | Mads Pedersen  |
| 5.ª etapa  | 14 de may | Ceglie Messapica – Matera           | etapa escarpada         | 151            | 1550 m       | Mads Pedersen     | Mads Pedersen  |
| 6.ª etapa  | 15 de may | Potenza – Nápoles                   | etapa escarpada         | 227            | 2600 m       | Kaden Groves      | Mads Pedersen  |
| 7.ª etapa  | 16 de may | Castel di Sangro – Tagliacozzo      | etapa de montaña        | 168            | 3500 m       | Juan Ayuso        | Primož Roglič  |
| 8.ª etapa  | 17 de may | Giulianova – Castelraimondo         | etapa de media montaña  | 197            | 3800 m       | Lucas Plapp       | Diego Ulissi   |
| 9.ª etapa  | 18 de may | Gubbio – Siena                      | etapa escarpada         | 181            | 2500 m       | Wout van Aert     | Isaac Del Toro |
|            | 19 de may | Día de descanso                     | Día de descanso         |                |              |                   |                |
| 10.ª etapa | 20 de may | Lucca – Pisa                        | contrarreloj individual | 28,6           | 150 m        | Daan Hoole        | Isaac Del Toro |
| 11.ª etapa | 21 de may | Viareggio – Castelnovo ne' Monti    | etapa de media montaña  | 186            | 3850 m       | Richard Carapaz   | Isaac Del Toro |
| 12.ª etapa | 22 de may | Módena – Viadana                    | etapa escarpada         | 172            | 1700 m       | Olav Kooij        | Isaac Del Toro |
| 13.ª etapa | 23 de may | Rovigo – Vicenza                    | etapa escarpada         | 180            | 1600 m       | Mads Pedersen     | Isaac Del Toro |
| 14.ª etapa | 24 de may | Treviso – Nova Gorica               | etapa llana             | 195            | 1100 m       | Kasper Asgreen    | Isaac Del Toro |
| 15.ª etapa | 25 de may | Fiume Veneto – Asiago               | etapa de montaña        | 219            | 3900 m       | Carlos Verona     | Isaac Del Toro |
|            | 26 de may | Día de descanso                     | Día de descanso         |                |              |                   |                |
| 16.ª etapa | 27 de may | Piazzola sul Brenta – San Valentino | etapa de montaña        | 203            | 4900 m       | Christian Scaroni | Isaac Del Toro |
| 17.ª etapa | 28 de may | San Michele all'Adige – Bormio      | etapa de montaña        | 155            | 3800 m       | Isaac Del Toro    | Isaac Del Toro |
| 18.ª etapa | 29 de may | Morbegno – Cesano Maderno           | etapa escarpada         | 144            | 1800 m       | Nico Denz         | Isaac Del Toro |
| 19.ª etapa | 30 de may | Biella – Champoluc                  | etapa de montaña        | 166            | 4950 m       | Nicolas Prodhomme | Isaac Del Toro |
| 20.ª etapa | 31 de may | Verrès – Sestriere                  | etapa de montaña        | 205            | 4500 m       | Chris Harper      | Simon Yates    |
| 21.ª etapa | 1 de jun  | Roma – Roma                         | etapa llana             | 143            | 600 m        | Olav Kooij        | Simon Yates    |

## Clasificaciones finales
Las clasificaciones finalizaron de la siguiente forma:

### Clasificación general(Maglia Rosa)
| \| Clasificación general \| Clasificación general \| Clasificación general \| Clasificación general \| Clasificación general \| \| Ciclista \| Ciclista \| Equipo \| Tiempo \| \| \| --------------------- \| --------------------- \| -------------------------- \| --------------------- \| --------------------- \| \| 1.º \| Simon Yates \| Team Visma \\| Lease a Bike \| 82 h 31 min 01 s \| \| \| 2.º \| Isaac Del Toro \| UAE Team Emirates XRG \| + 3 min 56 s \| \| \| 3.º \| Richard Carapaz \| EF Education-EasyPost \| + 4 min 43 s \| \| \| 4.º \| Derek Gee \| Israel-Premier Tech \| + 6 min 23 s \| \| \| 5.º \| Damiano Caruso \| Bahrain Victorious \| + 7 min 32 s \| \| \| 6.º \| Giulio Pellizzari \| Red Bull-Bora-Hansgrohe \| + 9 min 28 s \| \| \| 7.º \| Egan Bernal \| Ineos Grenadiers \| + 12 min 42 s \| \| \| 8.º \| Einer Rubio \| Movistar Team \| + 13 min 05 s \| \| \| 9.º \| Brandon McNulty \| UAE Team Emirates XRG \| + 13 min 36 s \| \| \| 10.º \| Michael Storer \| Tudor Pro Cycling Team \| + 14 min 27 s \| \| \| 11.º \| Max Poole \| Team Picnic-PostNL \| + 18 min 15 s \| \| \| 12.º \| Adam Yates \| UAE Team Emirates XRG \| + 21 min 43 s \| \| \| 13.º \| Rafał Majka \| UAE Team Emirates XRG \| + 23 min 46 s \| \| \| 14.º \| Davide Piganzoli \| Team Polti VisitMalta \| + 27 min 53 s \| \| \| 15.º \| Nicolas Prodhomme \| Decathlon-AG2R La Mondiale \| + 36 min 09 s \| \| \| 16.º \| Thomas Pidcock \| Q36.5 Pro Cycling Team \| + 44 min 41 s \| \| \| 17.º \| Antonio Tiberi \| Bahrain Victorious \| + 46 min 04 s \| \| \| 18.º \| Louis Meintjes \| Intermarché-Wanty \| + 52 min 03 s \| \| \| 19.º \| James Knox \| Soudal Quick-Step \| + 56 min 35 s \| \| \| 20.º \| Florian Stork \| Tudor Pro Cycling Team \| + 58 min 53 s \| \| |                   |                            |                  |
| |                   |                            |                  |
| Fuente: ProCyclingStats |                   |                            |                  |
| Clasificación general |                   |                            |                  |
| Ciclista | Ciclista          | Equipo                     | Tiempo           |
| 1.º | Simon Yates       | Team Visma \| Lease a Bike | 82 h 31 min 01 s |
| 2.º | Isaac Del Toro    | UAE Team Emirates XRG      | + 3 min 56 s     |
| 3.º | Richard Carapaz   | EF Education-EasyPost      | + 4 min 43 s     |
| 4.º | Derek Gee         | Israel-Premier Tech        | + 6 min 23 s     |
| 5.º | Damiano Caruso    | Bahrain Victorious         | + 7 min 32 s     |
| 6.º | Giulio Pellizzari | Red Bull-Bora-Hansgrohe    | + 9 min 28 s     |
| 7.º | Egan Bernal       | Ineos Grenadiers           | + 12 min 42 s    |
| 8.º | Einer Rubio       | Movistar Team              | + 13 min 05 s    |
| 9.º | Brandon McNulty   | UAE Team Emirates XRG      | + 13 min 36 s    |
| 10.º | Michael Storer    | Tudor Pro Cycling Team     | + 14 min 27 s    |
| 11.º | Max Poole         | Team Picnic-PostNL         | + 18 min 15 s    |
| 12.º | Adam Yates        | UAE Team Emirates XRG      | + 21 min 43 s    |
| 13.º | Rafał Majka       | UAE Team Emirates XRG      | + 23 min 46 s    |
| 14.º | Davide Piganzoli  | Team Polti VisitMalta      | + 27 min 53 s    |
| 15.º | Nicolas Prodhomme | Decathlon-AG2R La Mondiale | + 36 min 09 s    |
| 16.º | Thomas Pidcock    | Q36.5 Pro Cycling Team     | + 44 min 41 s    |
| 17.º | Antonio Tiberi    | Bahrain Victorious         | + 46 min 04 s    |
| 18.º | Louis Meintjes    | Intermarché-Wanty          | + 52 min 03 s    |
| 19.º | James Knox        | Soudal Quick-Step          | + 56 min 35 s    |
| 20.º | Florian Stork     | Tudor Pro Cycling Team     | + 58 min 53 s    |

### Clasificación por puntos(Maglia Ciclamino)
| Clasificación por puntos | Clasificación por puntos | Clasificación por puntos   | Clasificación por puntos | Clasificación por puntos |
| Ciclista                 | Ciclista                 | Equipo                     | Puntos                   |                          |
| ------------------------ | ------------------------ | -------------------------- | ------------------------ | ------------------------ |
| 1.º                      | Mads Pedersen            | Lidl-Trek                  | 295 pts                  |                          |
| 2.º                      | Olav Kooij               | Team Visma \| Lease a Bike | 185 pts                  |                          |
| 3.º                      | Wout van Aert            | Team Visma \| Lease a Bike | 127 pts                  |                          |
| 4.º                      | Dries De Bondt           | Decathlon-AG2R La Mondiale | 127 pts                  |                          |
| 5.º                      | Isaac Del Toro           | UAE Team Emirates XRG      | 109 pts                  |                          |
| 6.º                      | Kaden Groves             | Alpecin-Deceuninck         | 98 pts                   |                          |
| 7.º                      | Casper van Uden          | Team Picnic-PostNL         | 89 pts                   |                          |
| 8.º                      | Alessandro Tonelli       | Team Polti VisitMalta      | 88 pts                   |                          |
| 9.º                      | Richard Carapaz          | EF Education-EasyPost      | 77 pts                   |                          |
| 10.º                     | Orluis Aular             | Movistar Team              | 76 pts                   |                          |

### Clasificación de la montaña(Maglia Azzurra)
| Clasificación de la montaña | Clasificación de la montaña | Clasificación de la montaña   | Clasificación de la montaña | Clasificación de la montaña |
| Ciclista                    | Ciclista                    | Equipo                        | Puntos                      |                             |
| --------------------------- | --------------------------- | ----------------------------- | --------------------------- | --------------------------- |
| 1.º                         | Lorenzo Fortunato           | XDS Astana Team               | 355 pts                     |                             |
| 2.º                         | Christian Scaroni           | XDS Astana Team               | 201 pts                     |                             |
| 3.º                         | Nicolas Prodhomme           | Decathlon-AG2R La Mondiale    | 107 pts                     |                             |
| 4.º                         | Manuele Tarozzi             | VF Group-Bardiani CSF-Faizanè | 87 pts                      |                             |
| 5.º                         | Carlos Verona               | Lidl-Trek                     | 61 pts                      |                             |
| 6.º                         | Chris Harper                | Team Jayco AlUla              | 60 pts                      |                             |
| 7.º                         | Richard Carapaz             | EF Education-EasyPost         | 47 pts                      |                             |
| 8.º                         | Romain Bardet               | Team Picnic-PostNL            | 47 pts                      |                             |
| 9.º                         | Isaac Del Toro              | UAE Team Emirates XRG         | 45 pts                      |                             |
| 10.º                        | Pello Bilbao                | Bahrain Victorious            | 42 pts                      |                             |

### Clasificación de los jóvenes(Maglia Bianca)
| Clasificación del mejor joven | Clasificación del mejor joven | Clasificación del mejor joven | Clasificación del mejor joven | Clasificación del mejor joven |
| Ciclista                      | Ciclista                      | Equipo                        | Tiempo                        |                               |
| ----------------------------- | ----------------------------- | ----------------------------- | ----------------------------- | ----------------------------- |
| 1.º                           | Isaac Del Toro                | UAE Team Emirates XRG         | 82 h 34 min 57 s              |                               |
| 2.º                           | Giulio Pellizzari             | Red Bull-Bora-Hansgrohe       | + 5 min 32 s                  |                               |
| 3.º                           | Max Poole                     | Team Picnic-PostNL            | + 14 min 19 s                 |                               |
| 4.º                           | Davide Piganzoli              | Team Polti VisitMalta         | + 23 min 57 s                 |                               |
| 5.º                           | Antonio Tiberi                | Bahrain Victorious            | + 42 min 08 s                 |                               |
| 6.º                           | Embret Svestad-Bårdseng       | Arkéa-B&B Hotels              | + 1 h 02 min 44 s             |                               |
| 7.º                           | Edoardo Zambanini             | Bahrain Victorious            | + 1 h 22 min 03 s             |                               |
| 8.º                           | Marco Frigo                   | Israel-Premier Tech           | + 1 h 28 min 24 s             |                               |
| 9.º                           | Gianmarco Garofoli            | Soudal Quick-Step             | + 1 h 49 min 57 s             |                               |
| 10.º                          | Igor Arrieta                  | UAE Team Emirates XRG         | + 1 h 56 min 19 s             |                               |

### Clasificación por equipos"Super Team"
| Clasificación por equipos | Clasificación por equipos  | Clasificación por equipos | Clasificación por equipos |
| Equipo                    | Equipo                     | Tiempo                    |                           |
| ------------------------- | -------------------------- | ------------------------- | ------------------------- |
| 1.º                       | UAE Team Emirates XRG      | 247 h 53 min 24 s         |                           |
| 2.º                       | Bahrain-Victorious         | + 58 min 40 s             |                           |
| 3.º                       | Team Visma \| Lease a Bike | + 1 h 15 min 37 s         |                           |
| 4.º                       | XDS Astana Team            | + 1 h 46 min 40 s         |                           |
| 5.º                       | Tudor Pro Cycling Team     | + 1 h 52 min 53 s         |                           |
| 6.º                       | Movistar Team              | + 1 h 52 min 56 s         |                           |
| 7.º                       | Team Picnic-PostNL         | + 2 h 25 min 21 s         |                           |
| 8.º                       | Red Bull-BORA-hansgrohe    | + 2 h 52 min 52 s         |                           |
| 9.º                       | Israel-Premier Tech        | + 3 h 06 min 01 s         |                           |
| 10.º                      | Ineos Grenadiers           | + 3 h 09 min 08 s         |                           |

## Evolución de las clasificaciones
| Etapa                   |                         | Ganador _         | Clasificación general | Puntos        | Montaña           | Jóvenes           | Combatividad       | Metas volantes _   | Fuga _             | Equipo _              |
| ----------------------- | ----------------------- | ----------------- | --------------------- | ------------- | ----------------- | ----------------- | ------------------ | ------------------ | ------------------ | --------------------- |
| 1.ª etapa               | etapa escarpada         | Mads Pedersen     | Mads Pedersen         | Mads Pedersen | Sylvain Moniquet  | Francesco Busatto | Alessandro Tonelli | Manuele Tarozzi    | Alessandro Verre   | Lidl-Trek             |
| 2.ª etapa               | contrarreloj individual | Joshua Tarling    | Primož Roglič         | Mads Pedersen | Sylvain Moniquet  | Mathias Vacek     | no otorgado        | Manuele Tarozzi    | Alessandro Verre   | Lidl-Trek             |
| 3.ª etapa               | etapa escarpada         | Mads Pedersen     | Mads Pedersen         | Mads Pedersen | Lorenzo Fortunato | Mathias Vacek     | Alessandro Tonelli | Alessandro Tonelli | Alessandro Tonelli | Lidl-Trek             |
| 4.ª etapa               | etapa llana             | Casper van Uden   | Mads Pedersen         | Mads Pedersen | Lorenzo Fortunato | Mathias Vacek     | Francisco Muñoz    | Alessandro Tonelli | Alessandro Tonelli | Lidl-Trek             |
| 5.ª etapa               | etapa escarpada         | Mads Pedersen     | Mads Pedersen         | Mads Pedersen | Lorenzo Fortunato | Mathias Vacek     | Davide Bais        | Alessandro Tonelli | Alessandro Tonelli | Lidl-Trek             |
| 6.ª etapa               | etapa escarpada         | Kaden Groves      | Mads Pedersen         | Mads Pedersen | Lorenzo Fortunato | Mathias Vacek     | no otorgado        | Alessandro Tonelli | Alessandro Tonelli | Lidl-Trek             |
| 7.ª etapa               | etapa de montaña        | Juan Ayuso        | Primož Roglič         | Mads Pedersen | Lorenzo Fortunato | Juan Ayuso        | Alessandro Tonelli | Alessandro Tonelli | Alessandro Tonelli | UAE Team Emirates XRG |
| 8.ª etapa               | etapa de media montaña  | Lucas Plapp       | Diego Ulissi          | Mads Pedersen | Lorenzo Fortunato | Juan Ayuso        | Lorenzo Fortunato  | Alessandro Tonelli | Alessandro Tonelli | UAE Team Emirates XRG |
| 9.ª etapa               | etapa escarpada         | Wout van Aert     | Isaac Del Toro        | Mads Pedersen | Lorenzo Fortunato | Isaac Del Toro    | Quinten Hermans    | Alessandro Tonelli | Alessandro Tonelli | UAE Team Emirates XRG |
| 10.ª etapa              | contrarreloj individual | Daan Hoole        | Isaac Del Toro        | Mads Pedersen | Lorenzo Fortunato | Isaac Del Toro    | no otorgado        | Alessandro Tonelli | Alessandro Tonelli | UAE Team Emirates XRG |
| 11.ª etapa              | etapa de media montaña  | Richard Carapaz   | Isaac Del Toro        | Mads Pedersen | Lorenzo Fortunato | Isaac Del Toro    | Nairo Quintana     | Alessandro Tonelli | Alessandro Tonelli | UAE Team Emirates XRG |
| 12.ª etapa              | etapa escarpada         | Olav Kooij        | Isaac Del Toro        | Mads Pedersen | Lorenzo Fortunato | Isaac Del Toro    | Andrea Pietrobon   | Alessandro Tonelli | Alessandro Tonelli | UAE Team Emirates XRG |
| 13.ª etapa              | etapa escarpada         | Mads Pedersen     | Isaac Del Toro        | Mads Pedersen | Lorenzo Fortunato | Isaac Del Toro    | Lorenzo Germani    | Alessandro Tonelli | Alessandro Tonelli | UAE Team Emirates XRG |
| 14.ª etapa              | etapa llana             | Kasper Asgreen    | Isaac Del Toro        | Mads Pedersen | Lorenzo Fortunato | Isaac Del Toro    | Kasper Asgreen     | Alessandro Tonelli | Manuele Tarozzi    | UAE Team Emirates XRG |
| 15.ª etapa              | etapa de montaña        | Carlos Verona     | Isaac Del Toro        | Mads Pedersen | Lorenzo Fortunato | Isaac Del Toro    | Marco Frigo        | Alessandro Tonelli | Manuele Tarozzi    | UAE Team Emirates XRG |
| 16.ª etapa              | etapa de montaña        | Christian Scaroni | Isaac Del Toro        | Mads Pedersen | Lorenzo Fortunato | Isaac Del Toro    | Lorenzo Fortunato  | Alessandro Tonelli | Manuele Tarozzi    | UAE Team Emirates XRG |
| 17.ª etapa              | etapa de montaña        | Isaac Del Toro    | Isaac Del Toro        | Mads Pedersen | Lorenzo Fortunato | Isaac Del Toro    | Lorenzo Fortunato  | Dries De Bondt     | Manuele Tarozzi    | UAE Team Emirates XRG |
| 18.ª etapa              | etapa escarpada         | Nico Denz         | Isaac Del Toro        | Mads Pedersen | Lorenzo Fortunato | Isaac Del Toro    | Wout van Aert      | Dries De Bondt     | Manuele Tarozzi    | UAE Team Emirates XRG |
| 19.ª etapa              | etapa de montaña        | Nicolas Prodhomme | Isaac Del Toro        | Mads Pedersen | Lorenzo Fortunato | Isaac Del Toro    | Nicolas Prodhomme  | Mads Pedersen      | Manuele Tarozzi    | UAE Team Emirates XRG |
| 20.ª etapa              | etapa de montaña        | Chris Harper      | Simon Yates           | Mads Pedersen | Lorenzo Fortunato | Isaac Del Toro    | no otorgado        | Dries De Bondt     | Manuele Tarozzi    | UAE Team Emirates XRG |
| 21.ª etapa              | etapa llana             | Olav Kooij        | Simon Yates           | Mads Pedersen | Lorenzo Fortunato | Isaac Del Toro    | Lorenzo Fortunato  | Dries De Bondt     | no otorgado        | UAE Team Emirates XRG |
| Clasificaciones finales | Clasificaciones finales |                   | Simon Yates           | Mads Pedersen | Lorenzo Fortunato | Isaac Del Toro    | Lorenzo Fortunato  | Dries De Bondt     | no otorgado        | UAE Team Emirates XRG |

## Ciclistas participantes y posiciones finales
Convenciones:
- AB-N: Abandono en la etapa "N"
- FLT-N: Retiro por arribo fuera del límite de tiempo en la etapa "N"
- NTS-N: No tomó la salida para la etapa "N"
- DES-N: Descalificado o expulsado en la etapa "N"

## UCI World Ranking
El Giro de Italia otorgó puntos para el UCI World Ranking para corredores de los equipos en las categorías UCI WorldTeam, UCI ProTeam y Continental. Las siguientes tablas son el baremo de puntuación y los diez corredores que obtuvieron más puntos:
| Posición                 | 1.º  | 2.º | 3.º | 4.º | 5.º | 6.º | 7.º | 8.º | 9.º | 10.º | 11.º | 12.º | 13.º | 14.º | 15.º | 16.º | 17.º | 18.º | 19.º | 20.º - 25.º | 26.º - 30.º | 31.º - 40.º | 41.º - 50.º | 51.º - 55.º | 56.º - 60.º |
| Clasificación general    | 1100 | 885 | 750 | 600 | 495 | 415 | 340 | 285 | 235 | 180  | 155  | 130  | 110  | 90   | 80   | 75   | 70   | 60   | 55   | 50          | 30          | 25          | 20          | 15          | 10          |
| Por etapa                | 180  | 130 | 95  | 80  | 60  | 45  | 40  | 35  | 30  | 25   | 20   | 15   | 10   | 5    | 2    |      |      |      |      |             |             |             |             |             |             |
| Líder                    | 20   |     |     |     |     |     |     |     |     |      |      |      |      |      |      |      |      |      |      |             |             |             |             |             |             |
| Clasificación secundaria | 180  | 130 | 95  |     |     |     |     |     |     |      |      |      |      |      |      |      |      |      |      |             |             |             |             |             |             |

Nota:
1. ↑  Solo clasificaciones de la regularidad y la montaña.

| Clasificación |                   |                         |         |       |       |            |       |
| Posición      | Ciclista          | Equipo                  | General | Etapa | Líder | Secundaria | Total |
| ------------- | ----------------- | ----------------------- | ------- | ----- | ----- | ---------- | ----- |
| 1.º           | Isaac Del Toro    | UAE Emirates XRG        | 885     | 887   | 220   | -          | 1992  |
| 2.º           | Simon Yates       | Visma \| Lease a Bike   | 1100    | 337   | 20    | -          | 1457  |
| 3.º           | Richard Carapaz   | EF Education-EasyPost   | 750     | 675   | -     | -          | 1425  |
| 4.º           | Mads Pedersen     | Lidl-Trek               | -       | 1000  | 100   | 180        | 1280  |
| 5.º           | Derek Gee         | Israel-Premier Tech     | 600     | 285   | -     | -          | 885   |
| 6.º           | Damiano Caruso    | Bahrain Victorious      | 495     | 305   | -     | -          | 800   |
| 7.º           | Olav Kooij        | Visma \| Lease a Bike   | -       | 610   | -     | 130        | 740   |
| 8.º           | Egan Bernal       | INEOS Grenadiers        | 340     | 290   | -     | -          | 630   |
| 9.º           | Giulio Pellizzari | Red Bull-BORA-hansgrohe | 415     | 205   | -     | -          | 620   |
| 10.º          | Kaden Groves      | Alpecin-Deceuninck      | -       | 560   | -     | -          | 560   |